# カラウィウス氏族
カラウィウス氏族（カラウィウスしぞく、羅: gens Caravii）は、古代ローマ時代のカンパニア地方の貴族。紀元前4世紀から紀元前3世紀にかけてサムニウム戦争や第二次ポエニ戦争に関わった人物も多く、中でもプブリウス・クラウディウス・プルケルの娘婿であり、第二次ポエニ戦争時にカプアのマギステル（長官）を務めたパクウィウス・カラウィウスが著名である。

## 出自
カンパニア地方の発祥で、元々はオスク語を話した。カラウィウス氏族の初期の人物はオスク語による個人名（プラエノーメン）を持つ。

## 個人名
カラウィウス氏族では、オスク語に由来するオウィウス (Ovius)、オフィリウス (Ofilius)、ノウィウス (Novius)、パクウィウス (Pacuvius) などの個人名が頻繁に用いられた。パクウィウス・カラウィウスの息子に名付けられた「ペロッラ (Perolla) 」という名前についてはオスク語由来であるかはっきりしていない。

## 支族・家族名
共和政ローマ時代は家族名（コグノーメン）を用いなかったが、帝政ローマ期になるとサビーニ人やその文化に関係する「サビヌス」(Sabinus) という家族名が見られるようになる。

## 著名な人物
- オウィウス・カラウィウス (Ovius Calavius) - オフィリウス・カラウィウスの父。
- オフィリウス・カラウィウス（英語版） (Ofilius Calavius Ovi. f.) - 上記オウィウスの息子で、第二次サムニウム戦争時にカプアで戦功を挙げた人物。紀元前321年のカウディウムの戦いでローマに勝利するが、いずれ必ずローマ軍が復讐戦を仕掛けてくるとして勝利に浮かれないよう警鐘を鳴らした[5]。
- オウィウス・カラウィウス (Ovius Calavius Ofili f. Ovi n.) - 上記オフィリウスの息子。紀元前314年、兄弟のノウィウスと共にローマへの反乱を計画した[6]。
- ノウィウス・カラウィウス (Novius Calavius Ofili f. Ovi n.) - 兄弟のオウィウスと共にローマへの反乱を計画[6]。
- パクウィウス・カラウィウス (Pacuvius Calavius) - ハンニバルのイタリア侵攻時にカプアのマギステルであった人物。カプア市評議会議員の虐殺を和解案により防いだ[7]。
- ペロッラ・カラウィウス (Perolla Calavius Pacuvi f.) - パクウィウスの息子。ハンニバルの暗殺を試みるが、父の必死の説得により断念[8]。
- ステニウス・カラウィウス (Sthenius Calavius) - パクウィウスの兄弟とする資料もあるが、ステニウス・ニンニウス・ケレルの誤りとされる[3][8]。
- カラウィウス・サビヌス (Calavius Sabinus) - 紀元62年、ルキウス・ユニウス・カエセンニウス・パエトゥス（英語版）の元で第12軍団フルミナタ（英語版）を指揮[9]。